# 有賀一宏
有賀 一宏（あるが かずひろ、1981年3月19日 - ）は、最高位戦日本プロ麻雀協会に所属する競技麻雀のプロ雀士。

## 経歴
2024年2月に行われた發王戦で優勝し、初のタイトルを獲得した。

## 獲得タイトル
- 第31期發王戦